# Claudius Dornier
Claudius Dornier jr. (* 10. Dezember 1914 in Friedrichshafen; † 30. April 1986 in München) war der erste Sohn des Flugzeug-Konstrukteurs Claude Dornier und folgte seinem Vater von 1962 bis 1980 als Leiter des Unternehmens Dornier-Werke. Auch nach Übernahme der Dornier Werke durch Daimler-Benz blieb er Anteilseigner von über 20 % und führte mit dem Dornier Seastar ein eigenes Flugzeug-Projekt.
Dornier jr. war bereits während des Zweiten Weltkrieges in das Unternehmen seines Vaters eingetreten. Nach dem Kriege entstand unter seiner Leitung in Spanien das Flugzeug Dornier Do 25. Den Dornier Delta, ein PKW, den die Firma Zündapp unter der Bezeichnung Janus baute, hat er ebenfalls maßgeblich entwickelt. Die Entwicklung der Dornier Flugzeuge Skyservant und Dornier 228 hat er wesentlich mitgeprägt.